# DownWords
downWords – dziewiąty album studyjny polskiej grupy muzycznej Moonlight. Wydawnictwo ukazało się 31 października 2005 roku nakładem wytwórni muzycznej Metal Mind Productions. Nagrania zostały zarejestrowane we wrocławskim studiu Fonoplastykon we współpracy z producentem muzycznym Marcinem Borsem. Nagrania były promowane podczas trasy koncertowej BombYourEars Tour 2005 w Polsce. Występy Moonlight poprzedzała grupa Dive3d.

## Lista utworów
Opracowano na podstawie materiału źródłowego.
| Wersja polskojęzyczna 1. "Szpieg" - 07:56 2. "Nieodwracalne" - 06:08 3. "Pati" - 05:42 4. "W moje ręce" - 06:40 5. "Insomnia" - 06:10 6. "Moje słowa" - 03:59 7. "Pigułka" - 03:09 8. "Cyrk" - 09:29 9. "downWords" - 10:43 | Wersja anglojęzyczna 1. "Spy" - 07:56 2. "Irreversible" - 06:08 3. "Pati" - 05:42 4. "Into My Hands" - 06:40 5. "Insomnia" - 06:10 6. "My Own Words" - 03:59 7. "Pill" - 03:09 8. "Circus" - 09:29 9. "Downwords" - 10:43 |

## Twórcy
Opracowano na podstawie materiału źródłowego.
- Maja Konarska – śpiew
- Michał Podciechowski – gitara, gitara basowa, sampler, instrumenty klawiszowe
- Maciej Kaźmierski – perkusja
- Andrzej Kutys – gitara, e-bow
- Kuba Maciejewski – sampler, instrumenty klawiszowe
- Marta Sochal-Matuszyk – skrzypce
- Łukasz Matuszyk – akordeon
- Marcin Bors – perkusja (utwór 6), e-bow, gitara basowa, gitara, gitara barytonowa, programowanie, instrumenty klawiszowe
- Kajetan Łukomski – oprawa graficzna
- Żana Siaczyńska – zdjęcia